# Paracles chionorrhaea
Paracles chionorrhaea là một loài bướm đêm thuộc phân họ Arctiinae, họ Erebidae.